# Taufa'ahau Tupou IV de Tonga
Taufaʻahau Tupou IV (Siaosi Tāufaʻāhau Tupoulahi; Nukualofa, Tonga, 4 de julio de 1918 - Auckland, Nueva Zelanda, 10 de septiembre de 2006) fue rey de Tonga desde 1965 hasta su muerte en 2006. Como príncipe heredero se le conocía con el nombre de Tupoutoʻa.

## Biografía

### Primeros años y educación
Nació como primogénito de la reina Carlota Tupou II y Viliami Tungī Mailefihi el 4 de julio de 1918.
Su nombre de bautismo era Siaosi (Jorge) Tāufaʻāhau Tupoulahi, pero pronto fue más conocido por el título tradicional reservado para los príncipes herederos: Tupoutoʻa (otorgado en 1937), más tarde fue reemplazado por el título que heredó de su padre: Tungī.
El rey fue un gran deportista y predicador religioso en su juventud. Fue educado en el Newington College y estudió Derecho en la Universidad de Sídney.

### Cargos ocupados
Fue nombrado Ministro de Educación por su madre, la reina Carlota en 1943, Ministro de Salud en 1944 y primer ministro en 1949. Manejó una gran autoridad e influencia política en Tonga, esencialmente en el sistema de gobierno aristocrático, junto con los nobles del país, que controlan el 70% de la Asamblea Legislativa. 

### Matrimonio y descendencia
Su consorte fue la reina Halaevalu Mataʻaho ʻAhomeʻe (1926-2017), con quien contrajo matrimonio el 10 de junio de 1947. El matrimonio tuvo tres hijos y una hijaː
- Príncipe Siaosi Tāufaʻāhau Manumataongo Tukuʻaho (1948-2012), lo sucedió más tarde como Jorge Tupou V.
- Princesa Real Carlota Mafileʻo Pilolevu Tuita (1951-). La Honorable Señora Tuita por matrimonio.
- Príncipe Fatafehi 'Alaivahamama'o Tuku'aho (1953-2004), fue despojado de su título después de casarse con una plebeya, más tarde se le otorgó el título hereditario de Mā'atu.
- Príncipe ʻAhoʻeitu ʻUnuakiʻotonga Tukuʻaho (1959-) conocido por sus títulos tradicionales, Tupoutoʻa Lavaka. Sucedió a su hermano, Jorge Tupou V, que murió sin descendencia legítima, y se convirtió en el rey Tupou VI.

### Muerte
El 15 de agosto de 2006, el primer ministro, Feleti Sevele, interrumpió las transmisiones de radio y televisión para anunciar que el Rey estaba gravemente enfermo en el Hospital de la Misericordia en Auckland. Falleció el 10 de septiembre de 2006 (26 días después) a los 88 años de edad.
Sus restos fueron enterrados en el 19 de septiembre en Mala'ekula. Al funeral asistieron distintos dignatarios extranjeros, entre ellos el príncipe heredero japonés Naruhito, la primera ministra de Nueva Zelanda, Helen Clark, la primera ministra de Fiji, Laisenia Qarase, el Presidente de Vanuatu, Kalkot Mataskelekele, el Gobernador de Samoa Americana, Togiola Tulafono, el Premier de Niue, Mititaiagimene Young Vivian y Ricardo, duque de Gloucester.

## Distinciones honoríficas

### Distinciones honoríficas tonganas
- Soberano Gran maestre de la Orden de la Corona de Tonga (16/12/1965).
- Soberano Gran maestre de la Real Orden del Rey Jorge Tupou I (16/12/1965).
- Soberano Gran maestre de la Real Orden de Pouono (16/12/1965).
- Medalla de la Cruz Roja Tongana.

### Distinciones honoríficas extrajeras
- Real Medalla de Recompensa del Rey Federico IX [Expedición Galatea] (Reino de Dinamarca, 1950-1952).
- Comendador de la Excelentísima Orden del Imperio Británico (CBE) (Imperio Británico, c. 16/02/1951).
- Caballero comendador de la Excelentísima Orden del Imperio Británico (KBE) (Imperio Británico c. 25/08/1958).
- Caballero comendador de la Distinguidísima Orden de San Miguel y San Jorge (GCMG) (Reino Unido, 30/06/1968).
- Caballero gran cruz de la Real Orden Victoriana (GCVO) (Reino Unido, 09/03/1970).
- Caballero gran cruz de la Distinguidísima Orden de San Miguel y San Jorge (GCMG) (Reino Unido, 14/02/1977).
- Medalla conmemorativa del Jubileo de Plata de la Reina Isabel II (Reino Unido, 11/06/1977).
- Caballero gran cruz de la Orden del Jade Brillante -Taiwán- (República de China, 19/09/1977).
- Caballero gran cruz de clase especial de la Orden del Mérito de la República Federal de Alemania (Alemania, 02/12/1977).
- Caballero gran cruz de la Orden de Tahití Nui (Polinesia Francesa, 04/03/1997).
- Caballero de justicia de la Venerable Orden de San Juan (KStJ) (Reino Unido).[5]
- Medalla de Oro de la Legión de Hombres de la Frontera -Australia- (Reino Unido).
- Caballero gran collar de la Suprema Orden del Crisantemo (Imperio de Japón).

## Imágenes

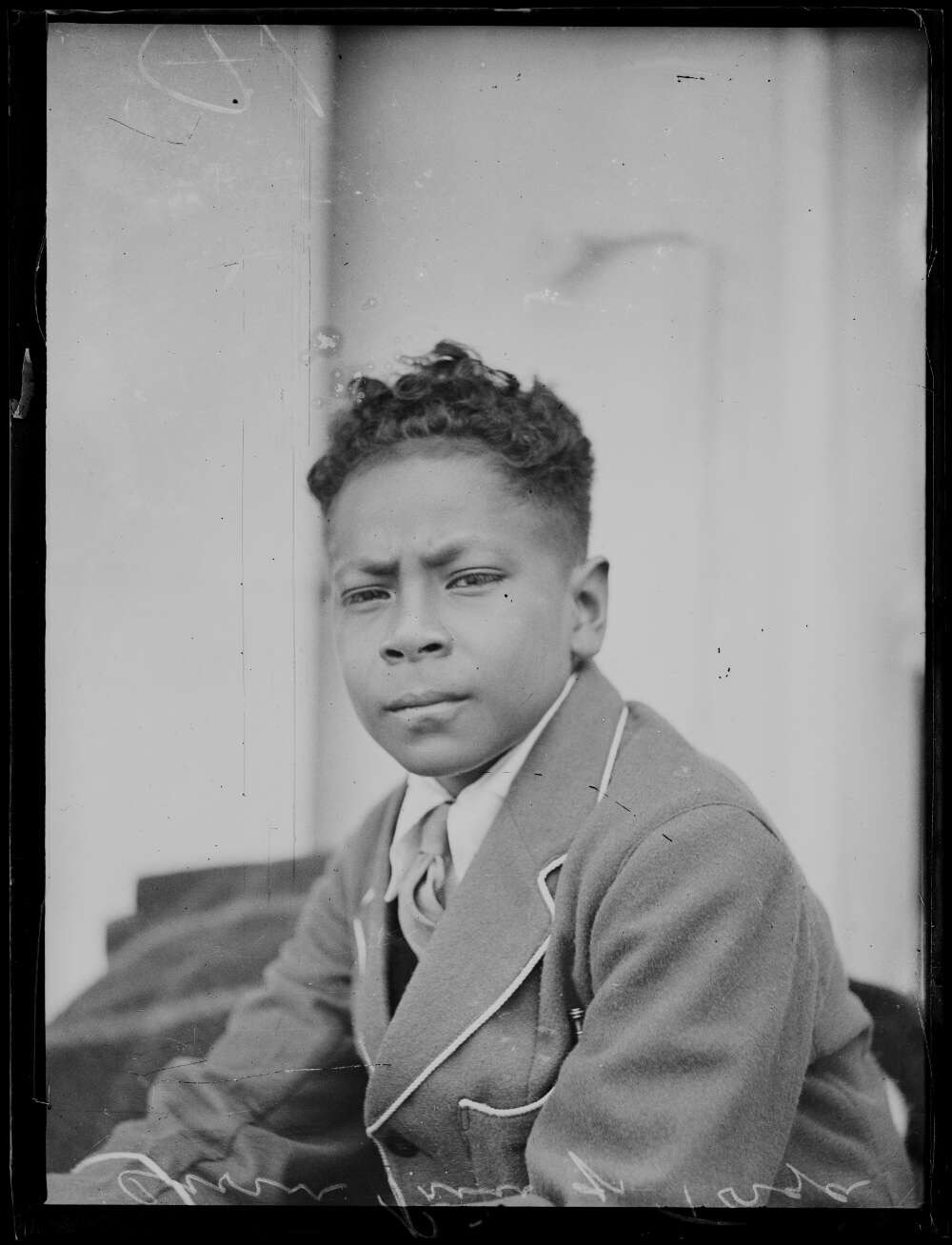
El Príncipe heredero Tāufaʻāhau en 1928
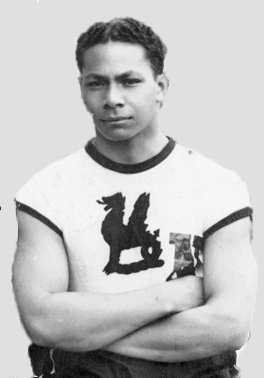
Como atleta en el Newington College.
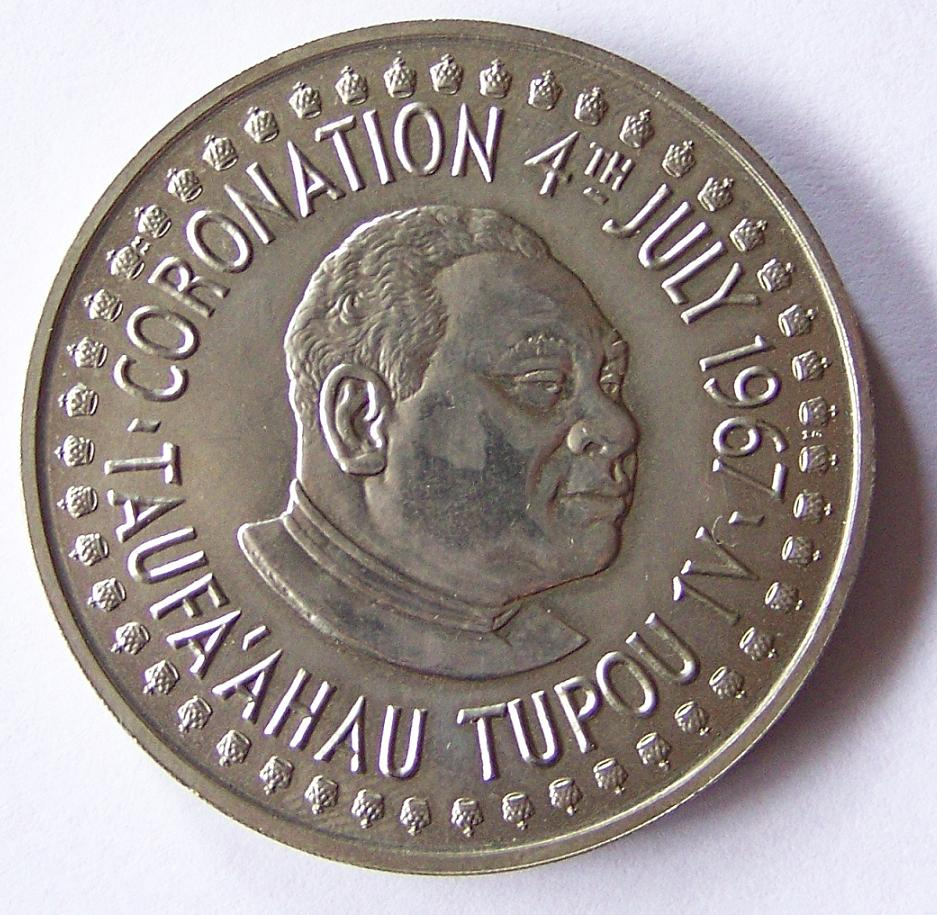
Moneda de T$2 Paʼanga con el retrato del Rey.
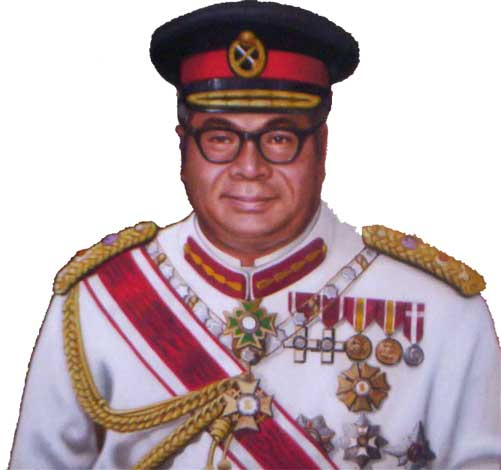

| Predecesor: Carlota Tupou III | Rey de Tonga 16 de diciembre de 1965 - 10 de septiembre de 2006 | Sucesor: Jorge Tupou V         |
| Predecesor: Solomone Ula Ata  | Primer ministro de Tonga 1949-1965                              | Sucesor: Fatafehi Tuʻipelehake |